# Ken Mogi

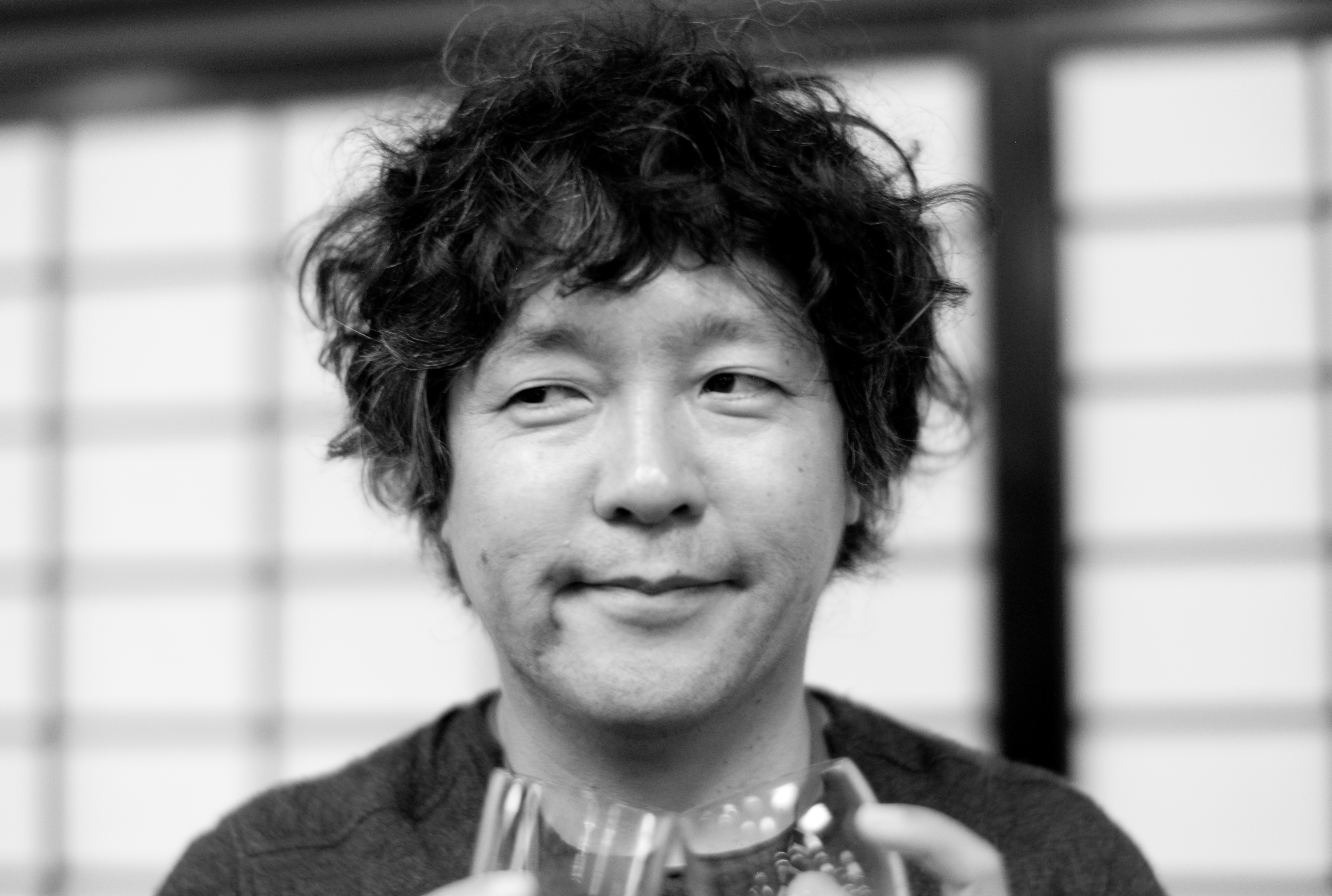
Kenichirō Mogi (17. November 2007)

Kenichirō „Ken“ Mogi (japanisch 茂木 健一郎 Mogi Kenichirō, * 20. Oktober 1962 in Tokio, Japan) ist ein japanischer Neurowissenschaftler und Autor.

## Leben
Mogi studierte Physik (Abschluss 1985) sowie Rechtswissenschaften (Abschluss 1987) an der Universität Tokio. Nach seinem Doktoratsstudium 1992 in Tokio arbeitete er kurzzeitig als Wissenschaftler am Forschungsinstitut Riken sowie an der Universität Cambridge (1995–1997). Seitdem ist er als Wissenschaftler am Sony Computer Science Laboratories tätig. Mogi ist zudem Gastprofessor am Tokyo Institute of Technology und lehrt an verschiedenen Hochschulen. Darüber hinaus veröffentlicht er Texte zu den Themen Kognition und Hirnforschung. Er ist Autor zahlreicher Romane, Essaybände und populärwissenschaftlicher Sachbücher. Seine Bücher „Ikigai“ und „Nagomi“ sind internationale Bestseller und wurden in viele Sprachen übersetzt.

## Veröffentlichungen (Auswahl)
- mit Mario Tokoro: Creativity and the Brain. World Scientific, Singapur 2007. ISBN 978-981-270-019-3.
- The Brain and Imagination: immersed in the premonition of things to come. Shinchōsha, Tokio 2004. ISBN 978-4101299525.
- Ikigai: Die japanische Lebenskunst. DuMont, Köln 2018, ISBN 978-3-8321-9899-2.
- Nagomi: Der japanische Weg zu Harmonie und Lebensfreude. DuMont, Köln 2022, ISBN 978-3-8321-8162-8.